# Vitae Civilis
Vitae Civilis – Instituto para o Desenvolvimento, Meio Ambiente e Paz, é uma organização não governamental, sem fins lucrativos fundada em 1989, com voluntários dispostos a redemocratizar o país, conjuntamente com um olhar sustentável que deve fazer parte do todo em que os seres humanos estão inseridos. Seu nome, que significa “para a sociedade civil” ilustra sua busca em fortalecer a cidadania e os setores da sociedade. 
O Instituto procura trazer, em seus trabalhos, uma percepção conectada da realidade, ampliando os esforços individuais e coletivos. Há uma valoração no conceito de cidade como um sistema integrado, sendo este um direito de todos os cidadãos. Ao mesmo tempo, tenta proteger a sustentabilidade e a vivência dos habitantes locais, como os da Mata Atlântica, na Reserva da Juréia ou os da Comunidade Guapiruvu, no Vale do Ribeira. 
As temáticas principais desenvolvidas em suas ações são, portanto: agenda 21; águas; cidades e saneamento; clima ; ecoturismo; energia; governança; acordos internacionais, serviços ambientais e Rio+20. 
A título de curiosidade, a organização Vitae Civilis possui um canal homônimo no site Youtube, onde expõe seus projetos, opiniões e dicas.

## Ações

### Rede dos Mananciais
Contribuição com a proteção e recuperação dos mananciais da Região Metropolitana de São Paulo (RMSP), ampliando e aprimorando instrumentos de participação e mobilização dos cidadãos da Grande São Paulo. 

### Conscientizar o uso de energia sustentável
Com esse projeto, realizado em 2004/2005 e com apoio da Blue Moon Fund, o Instituto procurou mostrar alternativas sustentáveis para o uso de energia, tendo como exemplo a substituição dos chuveiros elétricos por energia solar. 

### APRM São Lourenço da Serra/Juquiá
O estudo faz parte do projeto “Diagnóstico e Delimitação da Área de Proteção e Recuperação de Mananciais da sub-bacia dos rios São Lourenço e Juquiá", que busca apoiar a elaboração de um diagnóstico ambiental, bem como a definição e formatação de instrumentos cartográficos (geral e temáticos), a abordagem preliminar de itens do Plano de Desenvolvimento e Proteção Ambiental – PDPA e o esboço da proposta de lei específica a serem usados como instrumentos de referência para a Câmara Técnica da Área de Proteção e Recuperação de Mananciais do Alto Juquiá e São Lourenço (CT – APRM), e para o próprio Comitê de Bacia Hidrográfica do Rio Ribeira do Iguape (CBH-RB) para o desempenho de suas atribuições nos termos da Lei no. 9866/97. 

### Relatório sobre os incentivos tributários internacionais em energia solar
O Vitae Civilis – Instituto de Cidadania e Sustentabilidade com financiamento da GIZ – Agência de Cooperação Técnica Alemã está desenvolvendo um projeto cuja finalidade é analisar as potencialidades do Direito Tributário brasileiro como instrumento para a criação de incentivos tributários que promovam o uso de energias renováveis, principalmente a energia solar, térmica e fotovoltaica. 
Principais atividades realizadas:
-Mapeamento dos incentivos tributários e econômicos internacionais em energia solar térmica e fotovoltaica.
-Publicação de um relatório preliminar sobre os incentivos tributários internacionais em energia solar.
-Contratação da Guayí Consultoria Ambiental LTDA para elaboração de um relatório conclusivo com recomendações de estratégias para incentivos fiscais de propagação da energia solar no Brasil, incluindo legislações, programas e projetos.
-Junção do relatório preliminar ao conclusivo formando um único relatório.
-Organização, planejamento e realização do Workshop: Energias Renováveis e Tributos Verdes.
-Realização da transcrição do workshop.
-Adição de um capítulo no relatório final contendo conteúdo do workshop.

## Parcerias Institucionais
-Both Ends 
-FordFoundation 
-Oxfam International 

## Premiações
-Prêmio Cidadania do PNBE (Pensamento Nacional das Bases Empresariais), em dezembro de 2006. 
-Indicação ao Prêmio E-Rio+20 em 16 de junho de 2012. 